# Oberheim OB-12
| Synthesizer      | Synthesizer                                                                                          |
| ---------------- | --- |
| Oberheim OB-12   | |
| Allgemeines      | |
| Name             | OB-12                                                                                                |
| Hersteller       | Oberheim-Viscount                                                                                    |
| Klangsynthese    | digital, virtuell-analog                                                                             |
| Eigenschaften    | |
| Polyphon         | ja, 12                                                                                               |
| Multitimbral     | ja, 4                                                                                                |
| Oszillatoren     | 2 Oszillatoren pro Stimme. (Sägezahn-, Dreieck- und Rechteckgenerator)                               |
| Filter           | 2 pro Stimme, digital, konfigurierbar: Tiefpass, Hochpass, Bandpass                                  |
| ADSR             | 3 Hüllkurven-Generatoren, 2 komplett ausgeführt für Filter und Amplifier, 1 vereinfacht für Tonhöhe. |
| LFO              | 2 pro Stimme                                                                                         |
| Effekte          | Vier Effektprozessoren (Verzerrer, Chorus, Delay, Hall)                                              |
| Tasten           | 49 Tasten, anschlagsdynamisch mit monophonem Aftertouch (Single, Layer, Split mode)                  |
| Int. Spielhilfen | Pitch-, Modulationsrad, Ribbon Controller                                                            |
| Schnittstelle(n) | MIDI: 1×IN, 1×OUT, 1×THRU                                                                            |
| Anschlüsse       | Kopfhörer Audio: 1/L, 2/R, AUX 1, AUX 2 2× Fußschalter 2× Expression-Pedal 1× S/PDIF Out             |
| Sequenzer        | Phrasensequenzer mit vier Speicherplätzen (ca. 32.000 Noten)                                         |
| Speicherplätze   | 2×128 Programs, 2×128 Timbres                                                                        |

Der OB-12 ist ein digitaler Synthesizer des Herstellers Oberheim Viscount.
Oberheim-Viscount benutzte für dieses Gerät (wie auch für das Cosmos genannte Stage Piano und diverse andere Produkte) den Namen Oberheim. Der ursprüngliche Gründer und Besitzer Tom Oberheim hatte mit der Konzeption dieses Synthesizers nichts zu tun. Einige Fans der alten Synthesizer-Marke betrachteten diese Tatsache kritisch.
Im Gegensatz zu den ursprünglichen Oberheim-Synthesizern arbeitet der OB-12 mit virtuell-analoger Klangsynthese. Das heißt, er beinhaltet lediglich einen speziellen Prozessor, der die „alten“ analogen Schaltkreise digital simuliert. Hierfür wird eine Firmware benötigt, die in den ersten Versionen noch mit vielen Fehlern behaftet war, was – neben der Abneigung der Oberheim-Fans gegenüber virtuell-analoger Technik – zu schlechten Reviews in der Fachpresse führte. Das englischsprachige Magazin Sound on Sound berichtete über zahlreiche Verbesserungen in einer neuen Software-Version. Die letzte vom Hersteller veröffentlichte Version der Firmware trägt die Nummer 1.52.
Der Aufbau der Klangerzeugung folgt dem Vorbild eines klassischen Synthesizers. Zwei Oszillatoren mit verschiedenen Wellenformen erzeugen das Signal, das durch zwei Filter geführt wird. Es existieren unabhängige Hüllkurvengeneratoren für die Tonhöhe der Oszillatoren, die Grenzfrequenz der Filter-Abteilung und die Lautstärke des Tons. Zwei LFOs können an verschiedenen Punkten zur Steuerung eingesetzt werden, wobei die Amplitude von LFO2 fest an das Modulationsrad gekoppelt ist. Der OB-12 verfügt über zahlreiche weitere Funktionen der Klangerzeugung und -veränderung, wie z. B. einen Ringmodulator und einen Rauschgenerator.
Ferner verfügt das Gerät über einen Arpeggiator, einen Phrasensequenzer und einen Motion Recorder, der Klangveränderungen aufzeichnen und wiedergeben kann. Eine Morphing-Funktion erlaubt das automatische Überblenden eines Klanges in den anderen. Die Effekt-Abteilung bietet Verzerrer, Chorus, Delay und Hall. Vier Klänge können gleichzeitig über die 49-Tasten-Klaviatur gespielt werden. Sie können in überlappenden Layern über die Klaviatur verteilt werden. Die Tastatur verfügt über Anschlagsdynamik und monophonen Aftertouch.